# Прохорова, Анна Александровна
А́нна Алекса́ндровна Про́хорова (род. 13 июля 1973, Москва, РСФСР, СССР) — российская журналистка, телеведущая, филолог (лингвист-романист). Автор и ведущая еженедельной итоговой информационно-аналитической телевизионной программы «В центре событий с Анной Прохоровой» на канале «ТВ Центр» (с 17 сентября 2006 года). Член Академии Российского телевидения и член Общественного совета при Главном следственном управлении Следственного комитета РФ по городу Москве.

## Биография
Анна Прохорова родилась 13 июля 1973 года в Москве, в семье дипломата.
Окончила французскую спецшколу в Москве.
В 1995 году окончила романо-германское отделение филологического факультета Московского государственного университета имени М. В. Ломоносова по специальности «лингвист-романист» (защитила диплом по теме «Жестовая система языка»).
Работала корреспондентом газеты «Московские новости».
На телевидение пришла в 1991 году, в возрасте восемнадцати лет. В двадцать лет стала одной из ведущих выпусков информационной программы «Новости» на «1-м канале» РГТРК «Останкино». Сотрудничала с программой «Человек и закон», параллельно с ведением выпусков новостей и программы «Время» работала журналистом и обозревателем, готовила специальные репортажи для итоговых информационных программ, таких как «Итоги», «Воскресенье», «Время с Сергеем Доренко», «Времена», была одной из ведущих программы «Час пик» на «ОРТ». В течение нескольких лет вела программу «Пять минут с властью» на «Первом канале» — интервью с губернаторами, членами кабинета министров, главами обеих палат парламента. Ушла с «ОРТ» 31 марта 2000 года.
С 2000 года работает на телеканале «ТВ Центр». Была шеф-редактором, корреспондентом, главой корпункта в Лондоне. С осени 2004 по 2006 год являлась ведущей ежедневной авторской итоговой программы «События. 25-й час». С 17 сентября 2006 года является автором и ведущей итоговой информационно-аналитической программы «В центре событий с Анной Прохоровой».
В июне 2007 года награждена медалью ордена «За заслуги перед Отечеством» II степени за большой вклад в развитие отечественного телевидения и многолетнюю работу.
В 2009 году стала победительницей Всероссийского конкурса работников электронных СМИ «За образцовое владение русским языком в профессиональной деятельности».
В 2010 году получила премию «Карьера года» от делового журнала «Компания».
1 марта 2014 года в эфире заявила о том, что началась «Русская весна».

### Личная жизнь
Первый муж — Анатолий Анатольевич Лазарев (род. 3 октября 1976), российский тележурналист.
Замужем. Растит сына. Среди увлечений — собаки, книги, рыбалка, вышивка крестиком. Любимые города — Питер и Лондон. Любимое место отдыха — Бали и Вьетнам.

## Санкции
28 августа 2014 года Анна Прохорова была включена властями Украины в санкционный список невъездных на территорию этой страны российских журналистов, состоящий из сорока девяти человек, в связи с аннексией Крыма Россией и конфликтом на востоке Украины.